# Черма
Черма (рус. Черма) река је на западу европског дела Руске Федерације. Протиче преко северних делова Псковске области, односно преко централних и западних делова њеног Гдовског рејона. Притока је Чудског језера, те део басена реке Нарве и Финског залива Балтичког мора.
Извир у мочварном подручју између Тушинске и Песке тресаве, код насеља Мали Хатраж у централном делу Гдовског рејона. У доњем делу тока тече у смеру југ-север, а затим код села Заозерје скреће у смеру северозапада.
Дужина водотока је 48 километара, док је површина сливног подручја 220 км².
Једине притоке су потоци Крутик и Цибулихин.